# Valkenswaard
Valkenswaard este o comună și o localitate în provincia Brabantul de Nord, Țările de Jos.

## Localități componente
Valkenswaard, Borkel en Schaft, Dommelen.